# Castello Durini
Il Castello Durini sorge a Fabbrica Durini, oggi frazione di Alzate Brianza, in provincia di Como.

## Storia

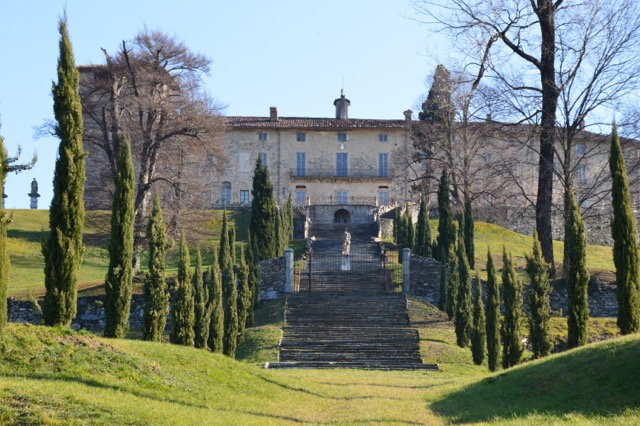
Facciata e scalinata del castello

Il castello si sviluppa attorno a una torre di origine tardo-romana e ne include due ancora visibili del V secolo.
La più antica attestazione della presenza del castello risale all'anno 860, con la salita al soglio di arcivescovo di Milano da parte di Tadone, nativo di Fabbrica Durini. Il castello gode di un'ottima vista, motivo per il quale fu in origine utilizzato come luogo di avvistamento o di controllo e di difesa del territorio circostante. Caratteristica del complesso è quella di essere adagiato su una collina, sovrastante le valli limitrofe tra le quali la Val di Francia, rimasta vergine rispetto all'edificazione circostante e ancora riportante l'antico sentiero che portava all'allora Mediolanum.
Nel 1383 il castello seguì le sorti del resto della Pieve di Incino, diventando feudo dei Dal Verme, per poi passare ai Durini, conti di Monza, che ne sono tuttora i proprietari.

## Architettura
Castello Durini è composto da vari corpi di epoche diverse solo apparentemente legate tra loro. Le parti più antiche risalgono al V secolo; all'interno vi sono affreschi del XIII e XIV secolo, monofore decorate e soffitti lignei dipinti di stili ed epoche diverse.
L'aspetto attuale del castello è di impianto barocco, ad eccezione della facciata della corte interna che fu aggiunta dall'architetto Carlo Amati nel 1815, anno in cui Amati modernizzò molte ville dei Durini, tra le quali il castello di Monza, la villa La Cazzola ad Arcore, la villa La Grassa a Monza, villa san Giacomo a Monza e le cappelle di palazzo Durini in via Durini a Milano.
Nel 1750 Gian Giacomo III crea un asse prospettico costituito da una imponenete scalinata a tenaglia che dal castello discende alla pianura sottostante, dove vennero contestualmente edificati in modo simmetrico i corpi di servizio e le scuderie, circondati in origine da giardini alla francese oggi scomparsi. Un impianto quasi identico si può vedere al palazzo di San Souci a Potsdam, in Germania.
Alla stessa quota del castello è presente un giardino pensile all'italiana. Questo giardino occupa un'area in aggetto rispetto alla collina, sostenuto da possenti muraglioni in pietra probabilmente coevi alle torri.
La collina su cui è adagiato il castello è circondata da un borgo agricolo di sua pertinenza.
La chiesa del castello è dedicata a Sant'Andrea: dotata di un suo sagrato, dispone di una tribuna riservata ai componenti della famiglia Durini che ha un diretto accesso al castello. La chiesa è stata donata da don Teobaldo II Durini alla curia di Milano negli anni settanta del ventesimo secolo, così che potesse diventare la chiesa del borgo di fabbrica Durini. All'interno del castello esiste una cappella disegnata dall'architetto Carlo Amati e dedicata a Sant'Anna.
L'edificio principale, collocato in una tenuta di 300 ettari e provvisto di un giardino all'italiana, si presenta come una stratificazione di interventi realizzati tra i secoli XVII e XIX, culminati in una ristrutturazione in stile neoclassico a cura di Carlo Amati, architetto anche della sala da pranzo e della Cappella.